# فرناندا ألفيس
فرناندا ألفيس (مواليد 29 يونيو 1985) هي لاعبة كرة طائرة برازيلية شارت مع منتخب البرازيل في المنافسات الدولية.

## وصلات خارجية
- فرناندا ألفيس على موقع الاتحاد الدولي beach volleyball database (الإنجليزية)
- فرناندا ألفيس على موقع قاعدة بيانات الكرة الطائرة الشاطئية (الإنجليزية)
- فرناندا ألفيس على موقع عالم الكرة الطائرة (الإنجليزية)
- فرناندا ألفيس على موقع دوري الدرجة الأولى الإيطالي للكرة الطائرة - سيدات (الإيطالية)